# Campionati austriaci di sci alpino 2025
I Campionati austriaci di sci alpino 2025 si sono svolti a Hochkar e al Mölltaler Gletscher dal 3 all'11 aprile; sono stati assegnati di discesa libera, supergigante, slalom gigante e slalom speciale, sia maschili sia femminili. 
Trattandosi di competizioni valide anche ai fini del punteggio FIS, vi hanno potuto partecipare anche sciatori di altre federazioni, senza che questo consentisse loro di concorrere al titolo nazionale austriaco. 

## Risultati

### Uomini

#### Discesa libera
| Pos. | Atleta              | Nazione  | Tempo   |
| ---- | ------------------- | -------- | ------- |
| 1    | Stefan Eichberger   | Austria  | 1:14,63 |
| 2    | Andreas Ploier      | Austria  | 1:14,80 |
| 3    | Manuel Traninger    | Austria  | 1:15,02 |
| 4    | Nick Rickenbach     | Svizzera | 1:15,05 |
| 5    | Matthias Fernsebner | Austria  | 1:15,06 |
| 6    | Stefan Babinsky     | Austria  | 1:15,71 |
| 7    | Fabian Bachler      | Austria  | 1:15,81 |
| 8    | Juhan Luik          | Estonia  | 1:15,86 |
| 9    | Leon Hafner         | Austria  | 1:15,98 |
| 10   | Luis Tritscher      | Austria  | 1:16,18 |

Località: Mölltaler Gletscher

Data: 9 aprile

#### Supergigante
| Pos. | Atleta              | Nazione  | Tempo   |
| ---- | ------------------- | -------- | ------- |
| 1    | Stefan Babinsky     | Austria  | 1:05,70 |
| 2    | Thomas Zippert      | Svizzera | 1:06,21 |
| 3    | Matthias Fernsebner | Austria  | 1:07,04 |
| 4    | Manuel Traninger    | Austria  | 1:07,11 |
| 5    | Silvano Gini        | Svizzera | 1:07,28 |
| 6    | Patrick Feurstein   | Austria  | 1:07,31 |
| 7    | Nicolas Tabernig    | Austria  | 1:07,37 |
| 8    | Stefan Eichberger   | Austria  | 1:07,40 |
| 9    | Nick Rickenbach     | Svizzera | 1:07,44 |
| 10   | Florian Strauss     | Austria  | 1:07,54 |

Località: Mölltaler Gletscher

Data: 11 aprile

#### Slalom gigante
| Pos. | Atleta               | Nazione | Tempo   |
| ---- | -------------------- | ------- | ------- |
| 1    | Patrick Feurstein    | Austria | 2:13,93 |
| 2    | Raphael Haaser       | Austria | 2:14,39 |
| 3    | Fabio Gstrein        | Austria | 2:14,39 |
| 4    | Joshua Sturm         | Austria | 2:14,50 |
| 5    | Lukas Feurstein      | Austria | 2:14,59 |
| 6    | Felix Marksteiner    | Austria | 2:15,24 |
| 7    | Noel Zwischenbrugger | Austria | 2:15,76 |
| 8    | Lukas Passrugger     | Austria | 2:15,78 |
| 9    | Asaja Sturm          | Austria | 2:15,83 |
| 10   | Lukas Gasser         | Austria | 2:16,22 |

Località: Hochkar

Data: 3 aprile

#### Slalom speciale
| Pos. | Atleta            | Nazione | Tempo   |
| ---- | ----------------- | ------- | ------- |
| 1    | Simon Rueland     | Austria | 1:42,51 |
| 2    | Joshua Sturm      | Austria | 1:42,92 |
| 3    | Dominik Raschner  | Austria | 1:43,11 |
| 4    | Jakob Greber      | Austria | 1:43,33 |
| 5    | Adrian Pertl      | Austria | 1:43,34 |
| 6    | Johannes Strolz   | Austria | 1:43,48 |
| 7    | Ralph Seidler     | Austria | 1:43,52 |
| 8    | Christoph Meissl  | Austria | 1:43,54 |
| 9    | Lukas Gasser      | Austria | 1:43,96 |
| 10   | Mario Gramshammer | Austria | 1:44,36 |

Località: Hochkar

Data: 4 aprile

### Donne

#### Discesa libera
| Pos. | Atleta              | Nazione  | Tempo   |
| ---- | ------------------- | -------- | ------- |
| 1    | Mirjam Puchner      | Austria  | 1:17,12 |
| 2    | Carmen Spielberger  | Austria  | 1:17,47 |
| 3    | Nadine Fest         | Austria  | 1:17,98 |
| 4    | Anna Schilcher      | Austria  | 1:18,97 |
| 5    | Elisabeth Reisinger | Austria  | 1:19,59 |
| 6    | Pia Hauzenberger    | Austria  | 1:19,76 |
| 7    | Nicole Eibl         | Austria  | 1:19,89 |
| 8    | Cheryl Sunier       | Svizzera | 1:20,35 |
| 9    | Sina Elsa           | Svizzera | 1:20,54 |
| 10   | Emilia Herzgsell    | Austria  | 1:20,65 |

Località: Mölltaler Gletscher

Data: 9 aprile

#### Supergigante
| Pos. | Atleta                 | Nazione  | Tempo   |
| ---- | ---------------------- | -------- | ------- |
| 1    | Cornelia Hütter        | Austria  | 1:07,99 |
| 2    | Anna Schilcher         | Austria  | 1:08,91 |
| 3    | Elisabeth Reisinger    | Austria  | 1:09,05 |
| 4    | Nicole Eibl            | Austria  | 1:07,99 |
| 5    | Priska Nufer           | Svizzera | 1:09,18 |
| 6    | Valentina Rings-Wanner | Austria  | 1:09,31 |
| 7    | Leonie Zegg            | Austria  | 1:09,71 |
| 8    | Angelina Salzgeber     | Austria  | 1:09,95 |
| 9    | Stephanie Brunner      | Austria  | 1:10,19 |
| 10   | Romy Sykora            | Austria  | 1:10,74 |

Località: Mölltaler Gletscher

Data: 11 aprile

#### Slalom gigante
| Pos. | Atleta                 | Nazione | Tempo   |
| ---- | ---------------------- | ------- | ------- |
| 1    | Stephanie Brunner      | Austria | 2:17,24 |
| 2    | Katharina Liensberger  | Austria | 2:17,80 |
| 3    | Franziska Gritsch      | Austria | 2:18,11 |
| 4    | Maja Waroschitz        | Austria | 2:18,89 |
| 5    | Valentina Rings-Wanner | Austria | 2:19,22 |
| 6    | Viktoria Bürgler       | Austria | 2:19,73 |
| 7    | Katharina Gallhuber    | Austria | 2:19,81 |
| 8    | Elena Riederer         | Austria | 2:19,92 |
| 9    | Amelie Gstrein         | Austria | 2:20,04 |
| 10   | Natalie Falch          | Austria | 2:21,06 |

Località: Hochkar

Data: 4 aprile

#### Slalom speciale
| Pos. | Atleta                 | Nazione | Tempo   |
| ---- | ---------------------- | ------- | ------- |
| 1    | Katharina Gallhuber    | Austria | 1:47,88 |
| 2    | Lisa Hörhager          | Austria | 1:47,90 |
| 3    | Katharina Huber        | Austria | 1:47,93 |
| 3    | Katharina Truppe       | Austria | 1:47,93 |
| 5    | Maja Waroschitz        | Austria | 1:48,29 |
| 6    | Nina Astner            | Austria | 1:49,33 |
| 7    | Valentina Rings-Wanner | Austria | 1:49,75 |
| 8    | Natalie Falch          | Austria | 1:49,83 |
| 9    | Elena Riederer         | Austria | 1:50,65 |
| 10   | Elisa Eder             | Austria | 1:51,47 |

Località: Hochkar

Data: 3 aprile